# آنا أميراتي
آنا أميراتي (مواليد 4 يناير 1979) هي ممثلة إيطالية، أشتهرت لدورها في فيلم مونيلا.

## روابط خارجية
- آنا أميراتي على موقع IMDb (الإنجليزية)
- آنا أميراتي على موقع روتن توميتوز (الإنجليزية)
- آنا أميراتي على موقع ديسكوغز (الإنجليزية)
- آنا أميراتي على موقع قاعدة بيانات الفيلم (الإنجليزية)